# Alfonso Martínez de Toledo
Alfonso Martínez de Toledo, född 1398 i Toledo, död 1466 i Talavera de la Reina, var en spansk författare, ärkepräst av Talavera.
Martínez de Toledo, som var en av de främsta prosatörerna under Johan II:s tid, intar en hög rang inom den spanska litteraturen genom sitt språks renhet. Hans främsta arbete är Corbacho (titeln lånad från Boccaccio) eller Reprobación del amor mundano eller Arcipreste de Talavera que fabla de las malas mujeres é complasiones de los hombres, en moralisk satir över samtidens seder, skildrade i saftiga drag. Detta arbete har fullständigt satt Toledos andra skrifter i skuggan. Bland dem kan nämnas Atalayo de las Crónicas, en historisk kompilation utan synnerlig originalitet, och Vidas de San Isidoro y San Ildefonso med flera. Toledo är intagen i Spanska akademiens Catálogo de autoridades de la lengua.